# Јарбол
Јарбол брода је високи стуб или систем стубова подигнутих више или мање вертикално дуж осе брода или чамца. Његова сврха је да носи једро, а даје и неопходну висину за навигацију и сигнализацију.